# Gigaspora alboaurantiaca
Gigaspora alboaurantiaca är en svampart som beskrevs av W.N. Chou 1991. Gigaspora alboaurantiaca ingår i släktet Gigaspora och familjen Gigasporaceae.   Inga underarter finns listade i Catalogue of Life.